# ونديش
ونديش هي قرية في مقاطعة نائين، إيران. يقدر عدد سكانها بـ 85 نسمة بحسب إحصاء 2016.